# ميرسير ماير
ميرسير ماير (بالإنجليزية: Mercer Mayer)‏ هو كاتب وكاتب للأطفال أمريكي، ولد في 30 ديسمبر 1943 في ليتل روك في الولايات المتحدة.

## وصلات خارجية
- الموقع الرسمي
- ميرسير ماير على موقع ديسكوغز (الإنجليزية)